# 신 남성연대
신 남성연대(新男性連帶, New Men's Solidarity)는 대한민국의 안티페미니즘 성향의 극우 단체이다.

## 역사
2021년 4월 7일 인터넷 방송인인 배인규와 그의 아내였던 송시인이 공동창립하였다.

## 성향
대한민국 남성혐오 타파를 주장하며 안티 페미니즘 진영의 선두에 서있다. 하지만 대중들에 관심을 받기 위한 도를 넘은 행동으로 인하여 사람들에게 많은 비판과 질타를 받는다. 배인규의 경우 5.18민주화 운동을 폭동으로 규정하고 북한군이 개입했다는 주장을 하며, 신남성연대 출범 이전에는 조두순 법정 관용차를 부수는 극단적 기행을 하고 세월호 침몰 사고 피해자들 유가족끼리 저지른 만행에 대해 조롱을 하여 언론과 시민 사회로부터 강도 높은 비판을 받았다. 2024년 대한민국 비상계엄 이후로는 윤석열 탄핵 반대를 위한 집회 활동에 주력하였다.

## 논란

### 윤지선 성희롱 발언 논란
2021년 4월 17일 세종대학교 앞 집회에서 배인규 대표가 윤지선 강사를 지목하며 "나랑 함께 떡을 치자"라는 발언을 하여 논란이 되었다. 이 논란 이후 문화방송의 보도에서 일간베스트 저장소 회원으로 호도되며 오해를 사기도 했다. 명예훼손죄로 처벌받을 우려 때문인지 실제로 떡매를 가져와 치는 행위도 함께했다. 

### 대표와 부대표 부부의 논란
형기만료로 석방되는 성범죄자 조두순을 옮기던 관용차를 부수어 논란이 되었으며, 2020년 4월 세월호 천막 앞에서 왕자와 시둥이 유튜버 부부가, 둘이 부부라는 사실이 알려지지 않은 상태에서 차명진 후보의 발언을 연상시키는 춤을 추고 조롱하여 논란이 되었다.

### 유튜브 계정 해지와 되찾음
2021년 9월 4일 신남성연대 계정과 9월 6일 대표 배인규의 유튜브 '왕자' 계정이 혐오를 조장하는 영상을 게시하여 해지되었다. 이후 9월 10일 유튜브 채널이 복구되었다. 